# Listen to Art Farmer and the Orchestra
Listen to Art Farmer and the Orchestra è un album di Art Farmer, pubblicato dalla Mercury Records nel 1963. Il disco fu registrato alla Webster Hall di New York nelle date indicate nella lista tracce.

## Tracce
Lato A
1. Street of Dreams – 4:18 (Sam M. Lewis, Victor Young) – Registrato il 5 settembre 1962
2. Rain Check – 3:40 (Billy Strayhorn) – Registrato il 5 settembre 1962
3. Rue Prevail – 4:08 (Art Farmer) – Registrato il 5 settembre 1962
4. The Sweetest Sounds (da No Strings) – 4:38 (Richard Rodgers) – Registrato il 20 settembre 1962

Lato B
1. My Romance (da Jumbo) – 4:57 (Lorenz Hart, Richard Rodgers) – Registrato il 10 agosto 1962
2. Fly Me to the Moon – 2:53 (Bart Howard) – Registrato il 20 settembre 1962
3. Naima – 5:21 (John Coltrane) – Registrato il 20 settembre 1962
4. Ruby – 4:38 (Mitchell Parish, Heinz Roemheld) – Registrato il 20 settembre 1962

## Musicisti
- Art Farmer - flicorno
- Ray Copeland - tromba
- Rolf Ericson - tromba
- Bernie Glow - tromba
- Ernie Royal - tromba
- Paul Serrano - tromba
- Clark Terry - tromba
- Snooky Young - tromba
- Jimmy Cleveland - trombone
- Urbie Green - trombone
- Tommy Mitchell - trombone
- Paul Faulise - trombone basso
- Tony Studd - trombone basso
- Ray Alonge - corno francese
- Jim Buffington - corno francese
- Bob Northern - corno francese
- Danny Bank - reeds
- Ray Beckenstein - reeds
- Phil Bodner - reeds
- Walt Levinsky - reeds
- Romeo Penque - reeds
- Stan Webb - reeds
- Phil Woods - reeds
- Tommy Flanagan - pianoforte
- Barry Galbraith - chitarra
- Jim Hall - chitarra
- George Duvivier - contrabbasso
- Charlie Persip - batteria
- Ray Barretto - percussioni
- Willie Rodriguez - percussioni
- Oliver Nelson - arrangiamenti, conduttore musicale[3]